# Bijeli oci
Misionari Afrike, popularno Bijeli oci, rimokatolička redovnička družba. Ženska grana zove se Bijele sestre.

## Samostani i crkve
Ponad Cedronske doline, kod Ovčjih vrata (Lavljih vrata, vrata Sv. Stjepana) se nalazi crkva sv. Ane, za koju Jakovljevo protoevanđelje govori da je ondje nekad bila kuća Joakima i Ane i da se u njoj rodila Marija. Crkva je sačuvana jer su muslimani 700 godina u njoj imali školu svog vjeronauka. Isti su ju poslije u znak zahvale dali Francuzima zato što su im pomogli u jednom od ratova. Danas ju drže belgijski Bijeli oci, koji su držali grkokatoličko sjemenište. Franjevci u istoj crkvi održavaju misu za blagdan Male Gospe i Bezgrešnog Začeća.

## Mediji
Bijeli oci (Afrički misionari) izdaju i uređuju časopis "Afrika". Trenutni ravnatelj je otac Claudio Zuccala.

## Povijest
Osnovani su 1868. (1869.) godine. Osnovao ih je 31. listopada 1825. – 26. studenoga 1892.). Prva zadaća bila im je prisutnost i svjedočenje te podizanje gospodarstva i prosvjete u Alžiru, Sahari i Tunisu. Zemljopisno područje djelovanja proširio im je papa Lav XIII. Povjerio im je veliku površinu podsaharske Afrike, od obala Indijskog oceana do istoka današnjeg DR Kongo.
Godine 1872. je u mjestašcu Bagamoju sagrađena prva rimokatolička crkva u Tanzaniji, u mjestu koje je bilo trgovište robovima. Ti robovi su bili temeljem tuzemnog kršćanstva. Bijeli oci su odigrali veliku ulogu ovdje, jer su otkupljivali robove, no za razliku od dotadašnjih kupaca, davali su im slobodu te nudili Krštenje. Zadnja ropkinja je otkupljena 1890. godine. Ista je umrla u dubokoj starosti, kao kršćanka.
Bili su prvim misionarima u Ugandi. Došli su 1879., no morali su otići već 3 godine poslije, na pritiske domorodačkog kralja Mtese kojeg su nahuškali fanatični arapski trgovci, no vratili su se 1894. godine.
Godine 1890. osnovali su glasoviti samostan na otoku Lupiti kod jezera Tanganjike za otkupljivati i tako oslobađati robove te za posvajati siročad.
Također su bili prvim misionarima u Južnoj Africi, uz oblate, prvo u Lesotu, pa odandje u J. Afriku.
Redovnički svećenici i časna braća redovito su dolazili iz europskih i sjevernoameričkih zemalja. Danas su im se pridružili mladići iz Afrike (90 % novih redovnika), ali i iz azijskih i latinskoameričkih zemalja. Priljev iz tih zemalja bio je toliko velik da je general reda (od 2016.) o. Stan Lubungu iz Zambije šaljivo primijetio da su Bijeli oci "pocrnjeli". Razlog je što su se najbrojniji europskih misionari, najviše iz Francuske, Belgije, Njemačke i Kanade (uz iznimku Poljske) zbog visoke dobi i bolesti vratili u matične zemlje, a djelatnost su preuzeli domaći Afrikanci, od kojih je najviše onih iz DR Konga, Burkine Faso, Gane. Siječnja 2019. bio je 1191 redovnik iz ovog reda koji je djelovao u 36 država u Africi. Od njih je 12 biskupa.
Danas je na čelu reda Stan Lubungu. Prije njega bio je Claudio Zuccala.

## Svetci, blaženici i sluge Božje
Za 4 ubijena Bijela oca u Tizi Ouzouu 27. prosinca 1994. te još 15 mučenika islamskog terorizma, među kojima je i biskup Orana mons. Pierre Claverie) se 6. listopada 2007. pokrenulo postupak za beatifikaciju na biskupijskoj razini. Postulator je brat Giovanni Maria Bigotto.